# Han Myung-sook

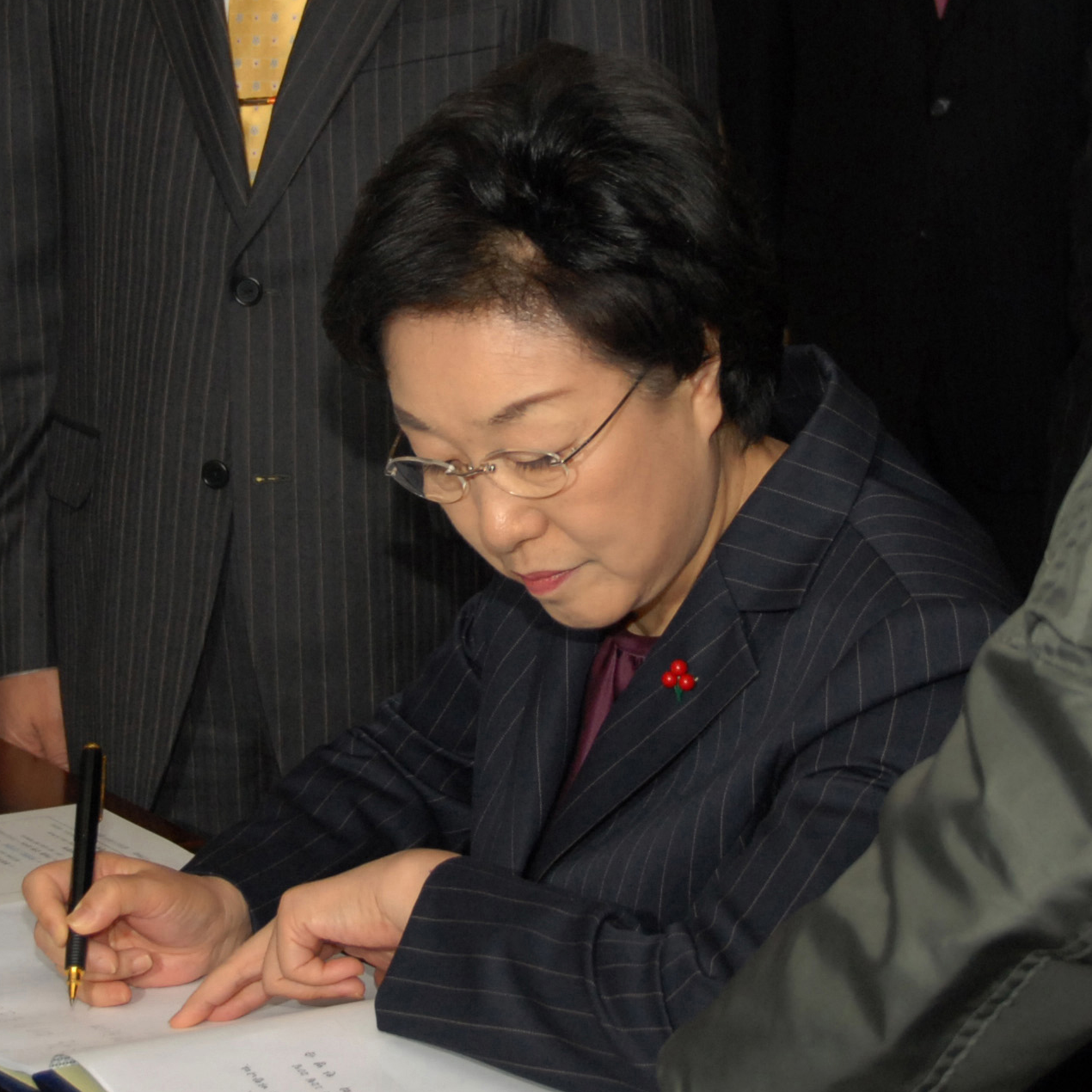
Han Myung-sook

Han Myung-sook (* 24. März 1944 in Heijō, Unterprovinz Heian-nandō, Provinz Chōsen, früheres Japanisches Kaiserreich, heutiges  Nordkorea) war vom 20. April 2006 bis zum 7. März 2007 die erste weibliche Premierministerin Südkoreas in der Geschichte.
Sie graduierte 1967 von der Ewha-Frauen-Universität mit dem Bachelor in Französischer Sprache und Literatur. 1986 erwarb sie den Master in Women’s Studies.
Sie kam durch ihren Mann, einen Professor und Dissidenten zur Politik und war Aktivistin der Christian Academy. 1979 wurde sie unter Diktator Park Chung-hee zu einer zweijährigen Haftstrafe verurteilt, die sie unter Chun Doo-hwan absaß. Später wurde sie rehabilitiert.
2000 wurde sie ins Parlament gewählt. Sie gehörte wie der damalige Präsident Roh der liberalen Yeollin-uri-Partei (열린우리당, Yeollin-uri-dang, Unsere Offene Partei) an und gilt als gemäßigte Politikerin. Sie war 2001 die erste Ministerin Südkoreas für Gleichstellung und Familie, 2003 war sie Umweltministerin. Kim Dae-jung hatte 2002 schon einmal mit Chang Sang eine Frau vorgeschlagen; sie wurde aber vom Parlament abgelehnt.
Am 15. März 2006 trat Lee Hae-chan wegen der sogenannten Golfspiel-Affäre vom Amt des Premierminister zurück. Er hatte während eines großen Streiks Golf gespielt. Am 20. April 2006 folgte ihm Han Myung-sook als Premierministerin nach. Bis zu ihrer Amtseinführung hatte zwischenzeitlich Han Duck-soo die Aufgaben des Premierministers geschäftsführend übernommen. Han Myung-sook amtierte bis zum 7. März 2007.
Die Yeollin-uri-Partei fusionierte 2008 mit der Sae-cheonnyeon-minju-Partei (새천년민주당, Sae-cheonnyeon-minju-dang, Millennium Demokratische Partei) zur Minju-Partei (민주당, Demokratische Partei), diese wiederum im Dezember 2011 mit der Citizen Integration Party zur Minju-tonghap-Partei (민주통합당, Minju-tonghap-dang, Vereinte Demokratische Partei). Beim ersten Kongress der Partei am 15. Januar 2012 wurde Han Myung-sook zur Parteivorsitzenden gewählt
Nach der Wahlniederlage ihrer Partei bei der Parlamentswahl in Südkorea 2012 erklärte sie ihren Rücktritt von ihrer Position als Parteivorsitzende.